# 蕭宸翰
蕭宸翰，福建明溪縣人，清朝政治人物、同進士出身。
康熙二十四年，登進士，擔任江南泾县（今屬安徽省）知县。